# 马于镇
马于镇，是中华人民共和国河北省石家庄市晋州市下辖的一个乡镇级行政单位。

## 行政区划
马于镇下辖以下地区：
马于村、东赵家庄村、西赵家庄村、南冻光村、孟家庄村、北冻光村、北辛庄村、南辛庄村、前彭头村、后彭头村、东队村、西队村、吕家庄村、束里庄村、杨家营村、古城寨村、西贾庄村、大沙庄村、小沙庄村、尹家庄村、东贾庄村、赵家庄村、马坊营村、程家营村和吕家营村。